# Francesc d'Arinyó
Francesc d'Arinyó (? segona meitat Segle XIV - ? 1429), fou un escriptor català en llengua llatina.

## Biografia[1]
Fou escrivà ja en la cort del rei Martí l'Humà. Posteriorment (1418) consta la seva signatura com a secretari del rei Alfons el Magnànim. Acompanyà aquest rei en la seva primera expedició a Itàlia, prengué part en la campanya de Sardenya i seguí el rei a Sicília i a Nàpols. Consta que retornà a Barcelona el 1423.
Participà en actuacions diplomàtiques davant els reis de Castella i de Navarra.
El seu fill, Gaspar d'Arinyó, també fou secretari reial.

## Obres
- Preàmbuls